# التبصر في الكتب المقدسة
التبصر في الكتب المقدسة هو نوع من أنواع القراءات النصية لحوار الأديان بين أفرع المعرفة. وهو ممارسة متطورة لمنهجيات متنوعة يلتقي عبرها وضمن جماعات مسيحيون ويهود ومسلمون وهندوس وبوذيون وسيخ وبهائيون، إلى جانب معتنقين آخرين لأديان أخرى، لكي يدرسوا سويًا نصوصهم المقدسة وتقاليدهم الكلامية، ولكي يستكشفوا الطرق التي يمكن من خلالها لدراسة كهذه أن تساعدهم في فهم بعض القضايا المعاصرة والتعامل معها. مع تطوره في البداية على أيدي لاهوتيين وفلاسفة دينيين كوسيلة لتبني تصحيحات ما بعد نقدية ولاهوتية ما بعد ليبرالية لأنماط التبصر المعاصر، فقد تجاوز انتشار التبصر في الكتب المقدسة اليوم الدوائر الأكاديمية.
تحدى لاهوتيو أديان مختلفة بقوة المزاعم التي قدمها بعض الممارسين المؤسسين للتبصر في الكتب المقدسة بصفتهم يمتلكون المعرفة اللازمة في التقاليد القديمة للتأويل المسيحي واليهودي والإسلامي، واستنادًا إلى ذلك هم «لا يمتلكون المقدرة فحسب، بل أيضًا السلطة في تصحيح» أو «إصلاح» التفسيرات الثنائية أو الأصولية للإنجيل أو القرآن. تعرضت بعد مشاريع التبصر في الكتب المقدسة لانتقادات من قبل أكاديميين بسبب الزعم بغياب التساوي بين الأديان المشاركة، وبسبب استخدامهم النصوص المقدسة للأجندات السياسية والمال وبسبب تحويل المبلغين المزعومين عن الخروقات إلى ضحايا.

## المنهج
يضم التبصر في الكتب المقدسة مشاركين من تقاليد دينية عديدة يلتقون، عادة ضمن تجمعات صغيرة، لقراءة فقرات من نصوصهم المقدسة وتقاليدهم الكلامية ومناقشتها (مثل الكتاب العبري والتلمود والعهد الجديد والفيدا والقرآن والحديث وغورو غرانث صاحب). وعادة ما تكون النصوص مرتبطة بموضوع مشترك، مثل شخصية إبراهيم أو النظر في قضايا أخلاقية وقانونية تتعلق بالملكية. يناقش المشاركون محتويات النصوص، ويستكشفون عادة تنوع الطرق التي تسير، وتواصل السير، عبرها جماعاتهم الدينية، ويستكشفون الطرق التي يمكن لهذه النصوص أن تحدد فهمهم لعدد من القضايا المعاصرة أو انخراطهم بها.
وبذلك قد يناقش أحد المشاركين من أي تقليد ديني:
- مع مشاركين آخرين قراءته\ها لنصوص متبناة في تقاليده\ها
- يناقش معهم محاولاتهم فهم نصوص تقاليده\ها
- يحاول بدوره أن يناقش معهم نصوصًا من تقاليدهم[5]

## الهدف
من المستحيل تقديم رواية محددة أو موثوقة للهدف من وراء التبصر في الكتب المقدسة. فالتبصر في الكتب المقدسة هو ممارسة أولًا وآخرًا، وقد ينخرط أفراد أو جماعات في ممارسة لأسباب عديدة ومتنوعة، في حين نالت أهداف وأجندات التبصر في الكتب المقدسة لبعض الممارسين معارضة أو رفضت من قبل البعض. علاوة على ذلك، قد تتجاوز الآثار الفعلية لإحدى الممارسات نوايا ممارسيها. وهكذا يشدد التبصر في الكتب المقدسة في أحيان كثيرة على أن تطبيقه كممارسة واختباره يسبق منطقيًا الروايات النظرية لأسسه أو وظيفته. وفقًا لنيكولاس آدام، ‘التبصر في الكتب المقدسة ممارسة يمكن التنظير حولها، وليس نظرية يمكن تطبيقها. وبشكل أكثر دقة، هو مجموعة ممارسات يمكن التنظير حول وجود ارتباط بينها، ولكن ليس بمعنى تام لنظرية تفسيرية’. يشير بيتر أوتشس إلى النقطة ذاتها مع إشارة مرجعية إلى ميدراش حول سفر الخروج 24:7 في بي. شاب. 88أ: 
في كتاب سفر الخروج، حين يحاول موسى نقل الوصايا العشر للمرة الثانية، يجيب الإسرائيليون بإعلان ناسيه فنيشماه! يعني هذا الإعلان حرفيًا «سنفعل ذلك وسنفهمه»، إلا أن ذلك كان على الأرجح تعبيرًا اصطلاحيًا ل «إننا نقوم بعملنا» أو «اعتبر الأمر وقد أُنجر». قدمت الحكم الخامية اللاحقة إعادة قراءة وعظية: «سنتصرف أولًا ومن ثم سنفهم» ... لقد طورنا التبصر في الكتب المقدسة بالطريقة نفسها، فقد سعينا إلى اختبار الممارسة بأشكال مختلفة قبل اكتشاف الممارسة التي تخدم أهدافنا بأفضل شكل والعمل على مدى سنين عديدة لتنقيحها. فقد مضينا في البداية عبر التجربة وفقط لاحقًا عبر التأمل النظري.
على الرغم من ذلك، من الممكن التمييز بين ثلاثة أهداف يشار إليها عادة دون أن تكون متعارضة.

### لشمة، لأجلها بحد ذاتها ولوجه الله
وفقًا لديفيد فورد، يتوجب على المرء أن يمارس التبصر في الكتب المقدسة لأن دراسة الكتب المقدسة قيمة بحد ذاتها. استنادًا إلى هذه النظرة، يمارس المرء التبصر في الكتب المقدسة للأسباب ذاتها وبالروح ذاتها التي درس معظم القراء الإبراهيميين التقليديين من خلالها كتبهم المقدسة. يوضح ديفيد فورد هذه النقطة مستخدمًا المصطلح العبري لشمة: 
يمكن أن تكون القراءة المشتركة بحد ذاتها الهدف من وراء هذه الممارسة، أو، وهو أمر محبذ، لوجه الله. كل تقليد من هذه التقاليد الثلاثة يتمتع بطرقه الخاصة في إيلاء قيمة لدراسة كتبه المقدسة بصفتها ممارسة جديرة بأن تُختبر بعيدًا عن أي دافع خفي. بالطبع يمكن أن يكون وراء التبصر في الكتب المقدسة مقاصد شتى، إلا أن ممارسته لوجه الله قبل كل شيء – كما يقول اليهود، لشمة- يشجع على صفاء النية ويقيه من أن يكون فقط بهدف استخدامه في الحوار بين الأديان.
يتسم مصطلح لشمة، الذي يعني حرفيًا «باسم»، بالغموض ويمكن أن يشير إلى دراسة التوراة «لأجلها بحد ذاتها» أو «لوجه الله».
تحت تسمية التبصر في الكتب المقدسة كدراسة لشمة، يمكن أن نصنف أولئك الذين يقاربون التبصر في الكتب المقدسة بصفته ممارسة تعزز تطور «الحكمة»، والتي كانت موضوعًا رئيسيًا في عمل ديفيد فورد حول التبصر في الكتب المقدسة. وضمن النطاق نفسه يتحدث بيتر أوتشس عن التبصر في الكتب المقدسة بصفته «يفتح مجالات غير متوقعة للبحث في الكتب المقدسة والبحث الهيرمينوطيقي ... يكون الهدف منها التبصر في الكتب المقدسة بحد ذاته»، وقد بات هذا الفتح ممكنًا من خلال الدفء المؤثر لحلقات دراسة التبصر. يصنف آخرون التبصر في الكتب المقدسة بصفته نوعًا من ممارسة شعائرية أو حتى بصفته فعل يقرب من فعل العبادة. تحاجج ماريان مويارت، أن التبصر في الكتب المقدسة يمكن أن يوصف بأنه «ممارسة مطقسة» تأسيسية.

تكون الرغبة الدافع وراء دراسة لشمة، وحب الكتب المقدسة و\أو حب الله. لهذا السبب، ومن خلال دعوة المشاركين إلى مشاركة دراسة لشمة سويًا، يقدم التبصر في الكتب المقدسة ما يسميه أوتشس «مكانًا لأعضاء تقاليد أو نماذج مختلفة للبحث لمشاركة عواطفهم تجاه كتاب مقدس». هذا الجانب الوجداني للتبصر في الكتب المقدسة يساهم، بدوره، في قدرة التبصر على خلق تآخ غير متوقع بين الأديان. 
السبب الأكثر ترجيحًا لهذا التآخي هو أن نموذج التبصر في الكتب المقدسة التأسيسي يغري المشاركين (دون أن يدركوا ذلك) لأن يظهروا على الأقل قليلًا من الدفء والصدق اللذين يظهرونهما في الدوائر الودودة لدراسة الكتب المقدسة بين أخوتهم في الدين في وطنهم.

### تصحيح المنهج والمنطق الأكاديميين
كما فُهم منذ بدايته، كان التبصر في الكتب المقدسة ممارسة تضم لاهوتيين وفلاسفة دينيين وعلماء نصوص، وقيل إن الهدف منه كان «إصلاح» أو «تصحيح» أنماط التبصر اللاهوتية والفلسفية الحديثة. تستمر أنماط التبصر هذه في كل من الأكاديميا الغربية وفي التقاليد الدينية المتأثرة بالحداثة. وهكذا وفقًا لبيتر أوتشس، كان الهدف من التبصر في الكتب المقدسة في البداية إصلاح مناهج الدراسة الأكاديمية والعادات الذهنية التي تفترضها مسبقًا. 
بالنسبة لمؤسسي التبصر في الكتب المقدسة، كان الهدف الأساسي إصلاح ما اعتبروه مناهج أكاديمية غير ملائمة لتعليم الكتب المقدسة والأديان التي تستند إلى كتب مقدسة، كالأديان الإبراهيمية ... مع الوقت، اكتسب كل من التبصر في الكتب المقدسة والتبصر النصي أهدافًا جديدة مع اكتشاف المشاركين عواقب إضافية لهذه الممارسات.
يصف نيكولاس آدامز التبصر في الكتب المقدسة بأنه ممارسة «تبصر إصلاحي» قادر على تطوير «إصلاح براغماتي للكونية العلمانية». وانطلاقًا من هذا الوصف، يشدد أوتشس في كثير من الأحيان على القدرة الإصلاحية للتبصر في الكتب المقدسة على جعل الممارسين يعتادون على طرق جديدة في التبصر والعادات الذهنية. ويقول أوتشس أن «الهدف الرئيسي من التبصر في الكتب المقدسة هو تصحيح «الثنائيات في الحضارة الغربية الحديثة وفي الجماعات الدينية التي تبنتها، طواعية أو قسرًا، كما لو كانت محركًا للخطاب والمعتقد الديني الأصلي». المثنوية هي الميل المنطقي لافتراض أن الاختلاف يستوجب التعارض. وكما يقول أوتشس «كل ما أعنيه بكلمة «مثنوية» هو ميل قوي للمغالاة في فائدة التمييز بين إما\أو وتعميمها بصورة مفرطة». يصلح التبصر في الكتب المقدسة، بشكل جزئي، هذا الميل عبر تدريب المشاركين على عادات ذهنية بديلة: 
[إثبات] أن الكتب المقدسة تسمح، لنقل، بمعنيين لآية هامة، لا فقط معنى واحدًا، يهدئ تلقائيًا الغضب الذي قد يشعر به المشاركون تجاه أولئك الذين يمتلكون قراءة مختلفة عن قراءتهم هم. وبدلًا من الغضب، قد يتبنى مشاركون كهؤلاء، على سبيل المثال، موقفًا فوقيًا ومتعاليًا، ولكنه غير عنيف، تجاه هؤلاء الآخرين بصفتهم ضالين، إلا أن ذنبهم لن يكون سوى قراءةٍ أكثر ضعفًا لكتاب مقدس، لا قراءة تتحدى حقيقة الأمور.